# El gorila
El gorila (título original: The Ape) es una película estadounidense de 1940, del género terror, dirigida por William Nigh y protagonizada por Boris Karloff.

## Sinopsis
El Doctor Bernard Adrian (Boris Karloff) ha comenzado unas investigaciones médicas para curar a una joven mujer de la polio. Sabe que está cerca del objetivo, pero para que su vacuna sea eficaz, necesita procurarse líquido cefalorraquídeo de un ser humano, así que la aparición de un gorila salvaje que ha huido de un circo, le brinda oportunidad de hacerse un disfraz para conseguir su materia prima.

## Reparto
- Boris Karloff - Dr. Bernard Adrian
- Maris Wrixon - Frances Clifford
- Gene O'Donnell - Danny Foster
- Dorothy Vaughan - Mrs. Clifford
- Gertrude W. Hoffmann - Jane
- Henry Hall - Sheriff Jeff Halliday
- Selmer Jackson - Dr. McNulty
- Mary Field - Mrs. Mason
- I. Stanford Jolley - el adiestrador de gorilas
- Ray "Crash" Corrigan - Nabu, el gorila